# Ordnance Survey

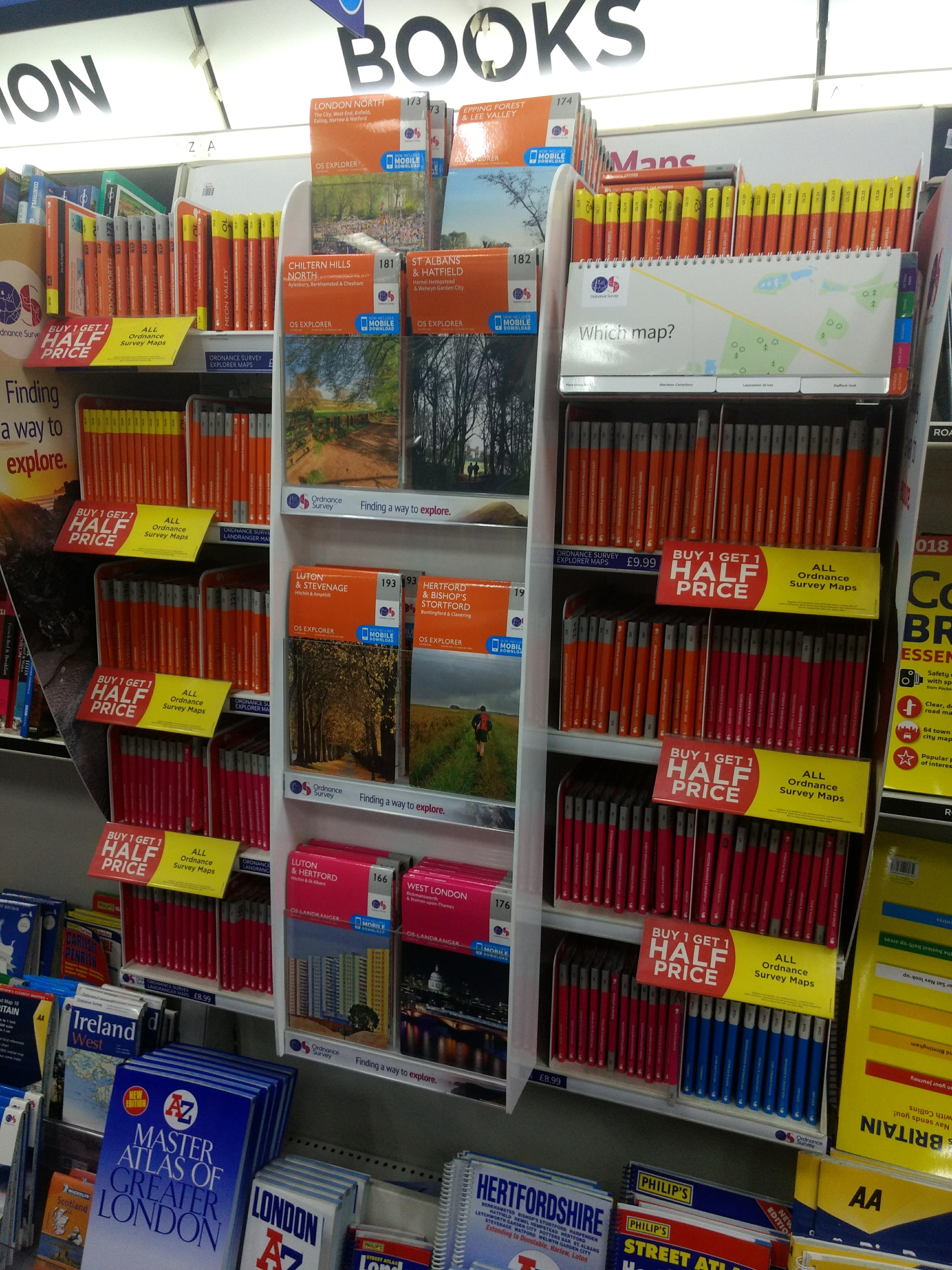

Ordnance Survey (También conocido como OS) es la agencia cartográfica nacional del Reino Unido. Se encarga de la cartografía oficial británica, proveyendo información geográfica exacta y actualizada del país, consultada por instituciones del gobierno, empresas y ciudadanía en general. Es una agencia ejecutiva y un departamento no ministerial. Su sede se encuentra en Southampton.
OS fue fundado el 21 de junio de 1791, aunque sus antecedentes datan de 1746, cuando el ministerio de defensa británico comenzó a cartografiar las tierras altas de Escocia a raíz de la rebelión jacobita.
Irlanda del Norte, siendo parte integral del Reino Unido, es mapeado por otra agencia gubernamental aparte, Land and Property Services (antiguamente conocida como Ordnance Survey of Northern Ireland).